# SSムラタ
ソシエタ・スポルティーバ・ムラタ（イタリア語: Società Sportiva Murata）は、サンマリノの首都サンマリノ市中央部の村ムラタを本拠地とするサッカークラブチーム。

## 概要
1966年創設。
2007年7月にはサンマリノのリーグ王者としてUEFAチャンピオンズリーグ 2007-08に出場。当時41歳の元ブラジル代表・アウダイールを補強して話題となったが、予選1回戦でフィンランドのタンペレ・ユナイテッドに1-4（1-2,0-2）で敗退した。
2008年7月、UEFAチャンピオンズリーグ 2008-09へ向け、元ブラジル代表・ロマーリオや元F1王者ミハエル・シューマッハの獲得に動き再び話題となったが、入団には至らなかった。予選1回戦でスウェーデンのIFKヨーテボリに0-9 (0-5, 0-4) で敗退した。

## タイトル

### 国内タイトル
- カンピオナート・サンマリネーゼ：3回
  - 2005-06, 2006-07, 2007-08

- コッパ・ティターノ：3回
  - 1997, 2006-07, 2007-08

- トロフェオ・フェデラーレ：3回
  - 2006, 2008, 2009

### 国際タイトル
なし

## 歴代監督
- マッシモ・アゴスティーニ 2008-2010

## 歴代所属選手
- アウダイール 2007-2010
- マッシモ・アゴスティーニ 2006-2008
- ニコラ・アルバーニ 2000–2003, 2003-2005
- マヌエル・マラーニ 2008-2009